# Вакар, Влодзимеж
Влодзимеж Вакар (пол. Włodzimierz Wakar; 26 августа 1885, Тамбов — 9 мая 1933, Варшава) — польский учёный-экономист, статистик и публицист, демограф, педагог, журналист, редактор.

## Биография
Окончил юридический факультет Петербургского университета. Член левой Польской крестьянской партии. С 1915 — сотрудник, а с 1918 — директор Бюро общественных работ в Варшаве.
В 1919 разработал проект конституции «Основы порядка в Речи Посполитой» (Podstawy ładu Rzeczypospolitej Polskiej), сыгравшей большую роль в работах над окончательным вариантом Польской «мартовской» конституции 1921 года. Был участником её подготовки.
Один из организаторов в 1920 и первый руководитель польского Института общественного хозяйства. С 1916 по 1924 был профессором Варшавской школы экономики. До 1925 руководитель Союза Повятов
Занимался исследованиями в области проблем села, в том числе демографией и экономикой Восточной Пруссии.
Один из инициаторов движения польского прометеизма. Выступал за начало превентивной войны против Германии с целью присоединения Восточной Пруссии и Данцига к Польской Республике.
Выдвигал идею создания «Союза сближения возрожденных народов», объединяющего лидеров антисоветской эмиграции с Украины, Белоруссии и Кавказа.
Создал журнал «Przymierze» (Завет) (1920—1921), а также редактировал журналы «Polska», «Gmina», «Samorząd». В 1930-х годах издавал журнал «Восточное обозрение» (Przegląd Wschodni), выступающий за нормализацию отношений Польши и СССР.
Авто ряда работ в области демографии, статистики, теории самоуправления и заграничной политики. Использовал псевдоним «Consulibus».

## Избранные работы
- Польское население, количество и распространение / Ludność polska, ilość i rozprzestrzenienie (1914)
- Польша: О земле польской / Polska: O ziemi polskiej (1916)
- 100 лет борьбы за польское просвещение / Sto lat walki o oświatę polską (1916)
- Территориальное развитие польской нации / Rozwój terytorialny narodowości polskiej. (1917)
- Территориальная программа / Program terytorialny (1917)
- Союз освобождённых народов (народная политика) / Związek ludów wyzwolonych (polityka ludowa) (1919)
- Что такое своё правительство? / Co to Jest Rząd Własny? (1920)
- Перепись населения в Литве / Spis ludności na Litwie (1920)
- Межнациональные отношения в Восточной Европе / Stosunki narodowościowe Europy Wschodniej (1921)
- Опыты и ошибки нашей заграничной политики перед лицом стоящих задач / Doświadczenia i błędy naszej polityki zagranicznej wobec zadań chwili (1926)
- Польский коридор или немецкий анклав / Polski korytarz czy niemiecka enklawa (1926)